# Zilog
Zilog és una fàbrica de microprocessadors fundada el 1971 per Federico Faggin, membre de l'equip de desenvolupament del processador Intel 4004. Un dels productes més populars que van treure al mercat és el Zilog Z80, que superava les prestacions del Intel 8080 sent-ne, a més, totalment compatible.
Actualment ha abandonat la línia de producció d'ordinadors; ha continuat treballant en els processadors de 8 bits desviant-se de les tendències de mercat (que actualment es troben en els 64bits), i s'ha convertit en un dels principals fabricants de processadors per a components electrònics, pel seu baix cost i consum elèctric, i les altes prestacions.